# Ophrys bourlieri
Ophrys bourlieri är en orkidéart som beskrevs av René Charles Maire. Ophrys bourlieri ingår i ofryssläktet, och familjen orkidéer. Inga underarter finns listade i Catalogue of Life.